# Neubiberg
Neubiberg là một đô thị ở phía Đông nam Munich, Đức, thành lập năm 1912.